# Cue-bid
Un cue-bid (ou cuebid) est l'annonce au bridge d'une couleur déjà annoncée par l'adversaire. C'est une enchère artificielle et strictement forcing.
Les cue-bids s'utilisent avec différents objectifs :
- Annonce de bicolore
- Annonce de contrôle dans la recherche de chelem
- Recherche d'arrêt pour jouer 3 Sans Atout
- Réponse à une intervention ou à un réveil pour indiquer la force de son jeu
- Cue-bids non répertoriés montrant une force supplémentaire

## Cue-bid du joueur n°2
- Dans la Majeure cinquième, le cue-bid immédiat du joueur qui est derrière l'ouvreur est un Michaël précisé. Exemple :

| Sud | Ouest | Nord  | Est |
| --- | ----- | ----- | --- |
| 1♥  | 2♥    | Passe | ?   |
|     |       |       |     |

Est devra donc déclarer l'une des 2 couleurs de son partenaire, éventuellement à saut.
Article détaillé : Michaël précisé
- Le cue-bid différé du joueur n°2, précédé d'un contre, montre un jeu très puissant, d'au moins 18HL. Exemple :

| Sud   | Ouest | Nord  | Est |
| ----- | ----- | ----- | --- |
| 1♥    | X     | Passe | 1♠  |
| Passe | 2♥    | Passe | ?   |
|       |       |       |     |

Le joueur n°4 devra soit déclarer 2♠ (enchère « poubelle ») s'il est minimum (0-3H), soit faire une annonce plus enthousiaste s'il est dans la zone supérieure de son annonce initiale (4-7H).

## Cue-bid du joueur n°3 après une intervention du joueur n°2

### Après une ouverture mineure
Il exprime le plus souvent une main de 11H et + avec absence d'arrêt dans la couleur adverse. Exemple :
| Main de Nord : |          |
| ♠              | R 7 3    |
| ♥              | 6 5 2    |
| ♦              | A R 8 5  |
| ♣              | R V 10 8 |

| Sud | Ouest | Nord | Est |
| --- | ----- | ---- | --- |
| 1♦  | 1♥    | 2♥   |     |
|     |       |      |     |

Sud pourra annoncer 3SA s'il a un bon arrêt à ♥
Dans certains rares cas, le cue bid après ouverture mineure se fait avec un soutien fort de l'ouvreur dans sa mineure. Dans ce cas, le répondant exprimera au tour suivant son soutien différé de la couleur de l'ouvreur.

### Après une ouverture majeure
Le cue-bid exprime un soutien avec 4 cartes de l'ouvreur avec au moins 12H. Il est forcing de manche et peut préparer une recherche de chelem. Exemple :
| Sud | Ouest | Nord | Est |
| --- | ----- | ---- | --- |
| 1♥  | 1♠    | 2♠   |     |
|     |       |      |     |

Dans le même contexte, le cue-bid à saut est un splinter : il indique une chicane ou un singleton dans la couleur adverse. Sa force est d'environ 13 à 15 HLD, plus limitée que le cue-bid sans saut, mais tout de même forcing de manche. Exemple :
| Sud | Ouest | Nord | Est |
| --- | ----- | ---- | --- |
| 1♥  | 1♠    | 3♠   |     |
|     |       |      |     |

### Après l'annonce d'un bicolore par le joueur n°2
Cette situation est assez fréquente. Le joueur n°2 a montré un bicolore, par exemple en utilisant la convention Michaël. En application de la Loi des levées totales, les annonces de soutien direct de la couleur du partenaire (avec ou sans saut) sont alors réservées aux jeux fittés plutôt faibles. Etant donné que les adversaires ont déclaré 2 couleurs, leur cue-bid, forcing de manche, permet de traiter 2 cas :
- Un jeu fitté fort,
- Un jeu de 6 cartes (exceptionnellement 5) dans la 4ème couleur, c'est-à-dire ni celle du partenaire ni celles des adversaires.

La convention habituelle est d'annoncer :
- Le cue-bid dans couleur la plus économique pour le fit du partenaire ; par exemple, sur ouverture de 1♠ et intervention à 3♣ montrant le bicolore ♦ - ♥, la couleur la plus économique sera ♦ et la plus chère sera ♥ ;
- Le cue-bid dans la couleur la plus chère pour indiquer la 4ème couleur.

Exemple :
| Sud | Ouest | Nord | Est |
| --- | ----- | ---- | --- |
| 1♥  | 2SA   | ?    |     |
|     |       |      |     |

| Jeu de Nord                          | Annonce de Nord |
| ------------------------------------ | --------------- |
| ♠ V 5 4 ♥ 10 5 ♦ 5 4 3 2 ♣ 5 4 3 2   | Passe           |
| ♠ V 3 2 ♥ R V 5 2 ♦ D 3 2 ♣ 5 4 2    | 3♥              |
| ♠ R D V 4 3 2 ♥ V 5 ♦ V 10 9 2 ♣ A 4 | 3♦              |
| ♠ R V 3 2 ♥ D V 5 ♦ A 10 9 2 ♣ 5 4   | 3♣              |

## Cue-bid du joueur n°4 après intervention du joueur n°2

### Après un contre d'appel du joueur n°2
Ce cue-bid indique un jeu d'au moins 11H, donc trop fort pour indiquer une nouvelle couleur avec saut (zone 8 à 10 H) ou à double saut.
Voir : Majeure 5ème, développements après un contre d'appel
De même, le cue-bid après un contre de réveil nécessite 14H, puisque le contre de réveil est moins fort d'environ 3 points au contre d'appel.

### Après une intervention à la couleur du joueur n°2
Le cue-bid indique au moins une valeur d'ouverture et le plus souvent un soutien de la couleur de son partenaire. Le partenaire devra décider s'il revient à sa couleur au minimum (s'il est intervenu avec un jeu faible) ou s'il tente la manche.

## Cue-bids ultérieurs
Un contre suivi d'un cue-bid indique une main très puissante. Exemple :
| Sud   | Ouest | Nord  | Est |
| ----- | ----- | ----- | --- |
| 1♥    | X     | Passe | 1♠  |
| Passe | 2♥    | Passe | ?   |
|       |       |       |     |

Est, ayant montré 0 à 7 H et 4 cartes, devra préciser sa force. Par exemple, avec 0-3H il répétera sa couleur au minimum (2♠), mais avec 4 à 7 H il choisira une autre enchère : 3♠ ou un changement de couleur.
Il arrive que l'ouvreur veuille obliger son partenaire à reparler coûte que coûte, alors qu'un simple contre d'appel pourrait autoriser le partenaire à passer s'il a 5 cartes dans la couleur de l'adversaire :
| Sud | Ouest | Nord  | Est   |
| --- | ----- | ----- | ----- |
| 1♥  | 1♠    | Passe | Passe |
| 2♠  | Passe | ?     |       |
|     |       |       |       |

Un cue-bid à saut de l'ouvreur est un splinter, forcing de manche dans la couleur du partenaire :
| Sud | Ouest | Nord | Est   |
| --- | ----- | ---- | ----- |
| 1 ♣ | 1♥    | 1♠   | Passe |
| 3♥  | Passe | ?    |       |
|     |       |      |       |

La plupart du temps, Nord conclut à 4♠, mais il peut explorer le chelem en revalorisant son jeu s'il n'a pas d'honneur à ♥.

## Exceptions
Dans certains rares cas, l'annonce d'une couleur de l'adversaire est une enchère naturelle qui indique une vraie couleur au moins 6ème. Par exemple, dans la séquence suivante :
| Sud | Ouest | Nord  | Est |
| --- | ----- | ----- | --- |
| 1♣  | 2♣    | Passe | ?   |
|     |       |       |     |

l'intervention à 2♣ est naturelle et non forcing dans la Majeure cinquième et donc non forcing pour le partenaire Est qui peut passer.
Par contre, après l'ouverture de Sud par 1♣, l'annonce de 2♦ par Ouest aurait été un Michaël cue bid, enchère artificielle forcing indiquant la possession des 2 majeures au moins cinquièmes. Dans ce cas particulier de l'ouverture de 1♣, le cue bid de Ouest aurait donc été  2♦ !
Ce genre d'exception est rare. Ainsi, voici séquence très voisine où l'annonce de 2♦ par Ouest est un vrai cue-bid :
| Sud | Ouest | Nord  | Est |
| --- | ----- | ----- | --- |
| 1♦  | 2♦    | Passe | ?   |
|     |       |       |     |

Autre exception : après l'ouverture de 1♣ ou de 1♦ et 2 passe, un réveil du 4ème joueur de 2♣ ou 2♦ (dans la couleur de l'ouvreur) indique une couleur 6ème et n'est donc pas un cue-bid.
| Sud | Ouest | Nord  | Est |
| --- | ----- | ----- | --- |
| 1♦  | Passe | Passe | 2♦  |
|     |       |       |     |

De même, après l'ouverture de 1♣ ou de 1♦, un réveil de 3♣ ou 3♦ (dans la couleur de l'ouvreur) indique une couleur 7ème et un jeu faible